# Mikael Vestergren
Mikael Vestergren, född 29 augusti 1959, är en svensk gitarrist som bland annat varit medlem i Garbochock, Underjordiska Lyxorkestern, Cortex och Babylon Blues.
Vestergren har även spelat på flera av Stry Terraries soloskivor och gästspelat på Joakim Thåströms skiva Det är ni som e dom konstiga det är jag som e normal.